# سرية محمد بن مسلمة (ذي القصة)
سرية محمد بن مسلمة هي أحد سرايا الرسول , أرسل فيها الصحابي محمد بن مسلمة إلى ذي القصة , وذي القصة بفتح القاف والصاد المهملة المشددة ، وهو موضع قريب من المدينة المنورة.

## أحداث السرية
بعث الرسول محمد بن مسلمة في عشرة من الصحابة لبني ثعلبة وبني عوال من ثعلبة بذي القصة ، فورد عليهم ليلا ، فكمن القوم وهم مائة رجل لمحمد بن مسلمة وأصحابه ، وأمهلوهم حتى ناموا وأحدقوا بهم , فما شعروا إلا وقد خالطهم القوم، فوثب محمد بن مسلمة فصاح في أصحابه السلاح ، فوثبوا وتراموا ساعة ، ثم حمل القوم عليهم بالرماح فقتلوهم ، ووقع محمد بن مسلمة جريحا ، فضربوا كعبه فلم يتحرك فظنوا موته ، فجردوه من الثياب وانطلقوا ، ومر بمحمد وأصحابه رجل من المسلمين فاسترجع ، فلما سمعه محمد يسترجع تحرك له ، فأخذه وحمله إلى المدينة , وعند ذلك بعث الرسول أبو عبيدة بن الجراح في أربعين رجلا إلى مصارعهم فلم يجدوا أحدا , ووجدوا نعما وشاء، فانحدروا بها إلى المدينة.